# 地下墓穴圣若望堂

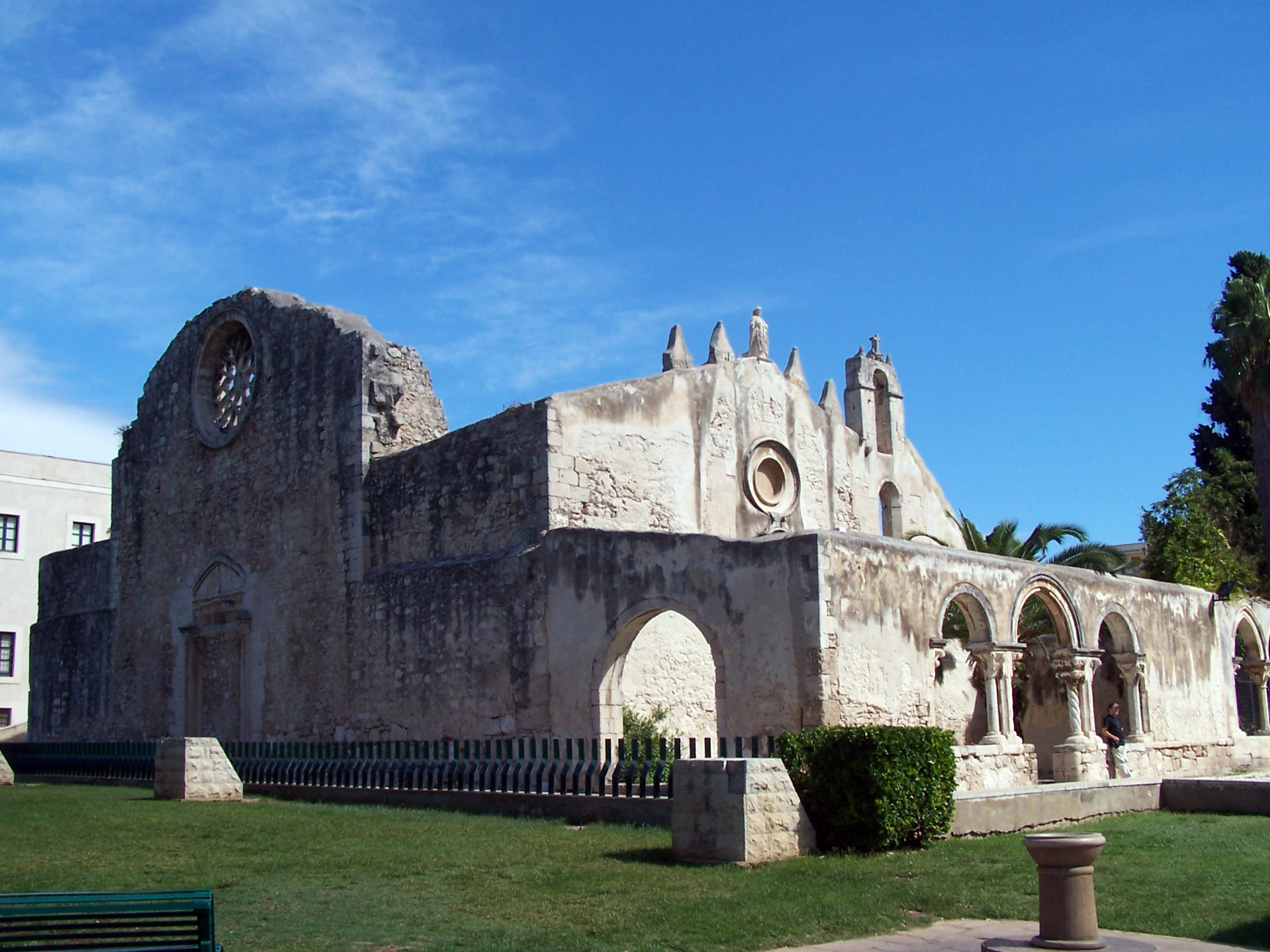

地下墓穴圣若望堂（意大利语：Chiesa di San Giovanni alle catacombe）是一座古老的主教座堂，位于意大利西西里大区的锡拉库萨的地下墓穴地区。

## 历史
在古希腊时代，这里曾是一个采石场，有一个与异教祭祀有关的陶工作坊。按照传统，锡拉库萨主教圣玛星（San Marciano）在加里恩努斯和瓦勒良统治时期殉道（3世纪中叶），埋葬于此。在罗马帝国晚期，这里成为基督教墓地，至少使用到423年。
大约在六世纪中叶，地下墓穴改建，用于存放圣玛星圣髑的石棺。上方修建了一座教堂，有三个通廊，用12根多立克柱子（代表十二宗徒）隔开。

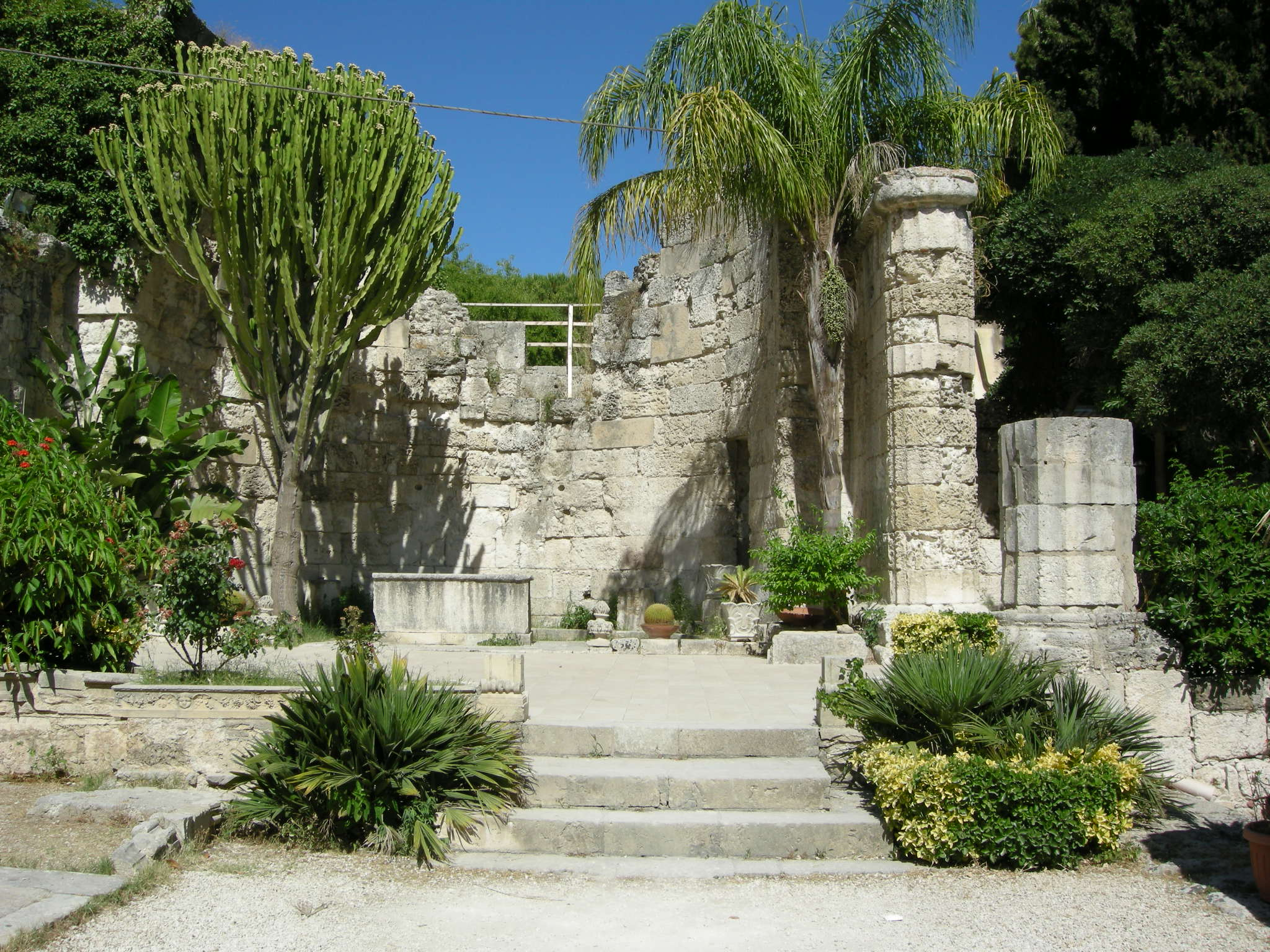
教堂内部

878年叙拉古之围期间，阿拉伯总督贾法尔·伊本·穆罕默德在教堂里扎营。教堂在阿拉伯时代可能遭受了破坏，此后进行了改建，重建了周边墙壁，扩建了半圆形后殿和正立面的半柱，将柱子数量减少到10根，并将地板朝正面倾斜。
1693年西西里大地震对该堂造成了严重的破坏，1705-1706年修复。

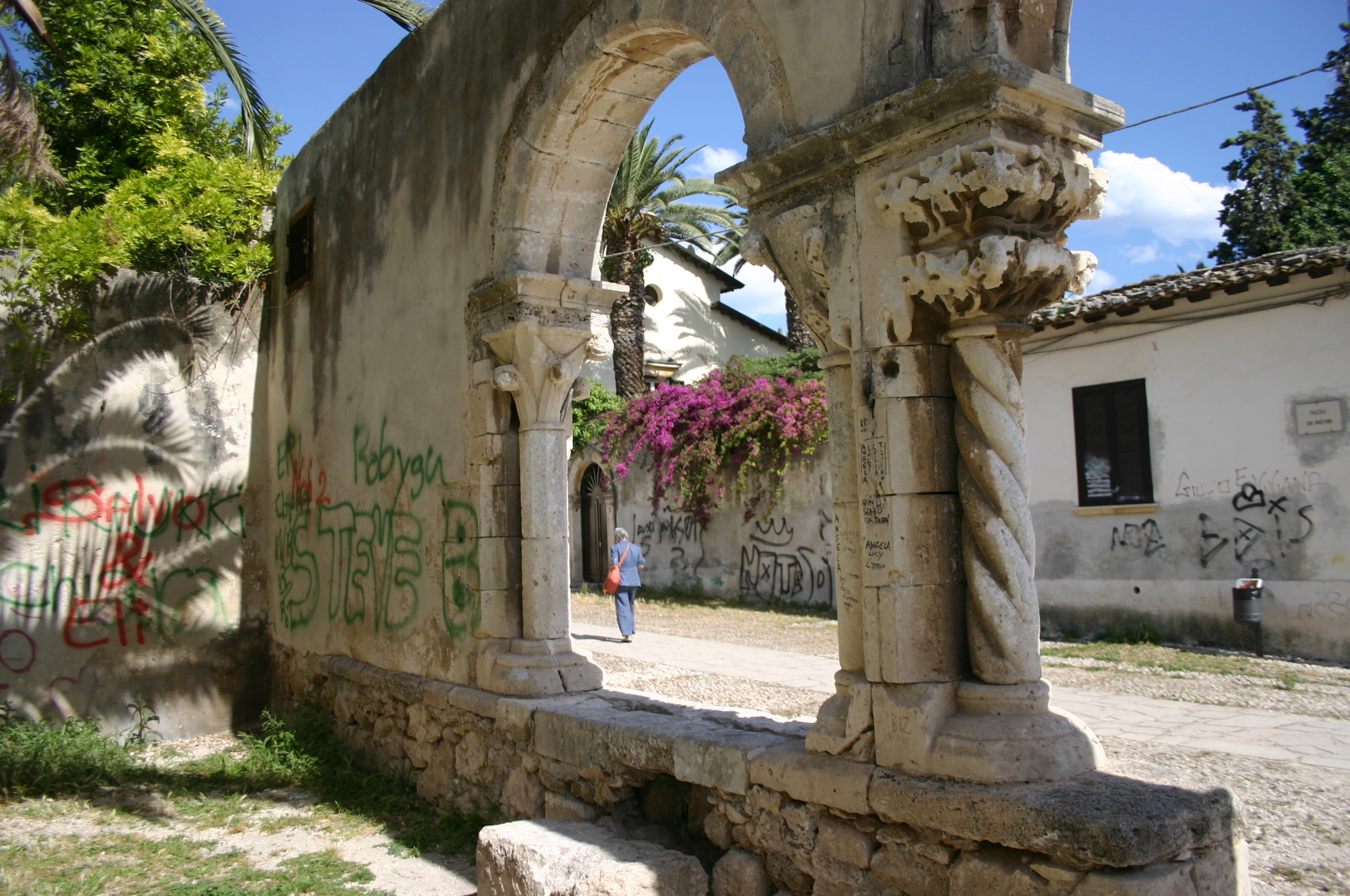
侧拱

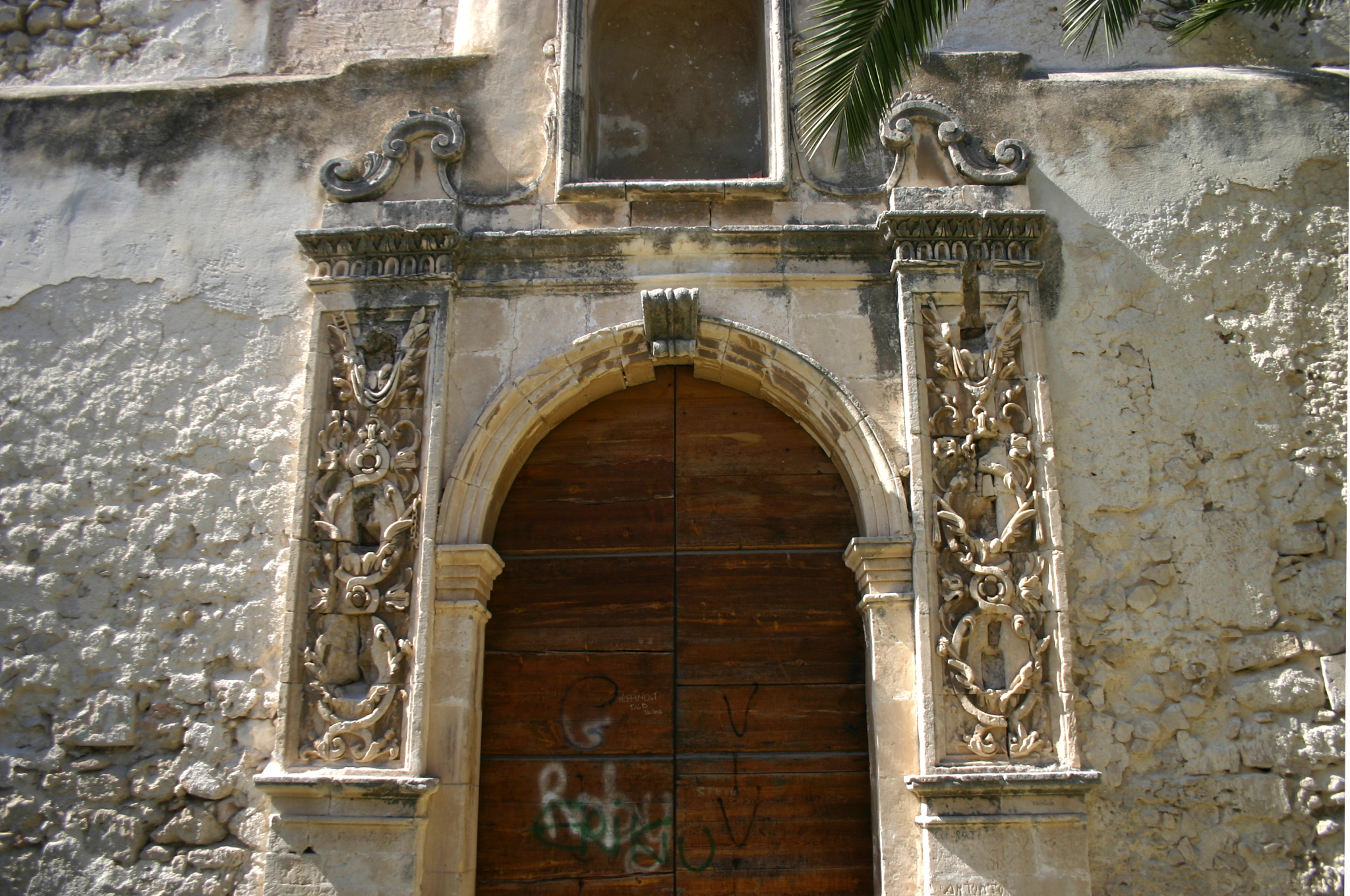
侧门